# Vesna Krmpotić
Pour les articles homonymes, voir Krmpotić.
Vesna Krmpotić (née le 17 juin 1932 à Dubrovnik (royaume de Yougoslavie) et morte le 21 août 2018) est une écrivaine et traductrice croate.

## Biographie
Née à Dubrovnik, Vesna Krmpotić est diplômée de l'université de Zagreb en langue anglaise et en psychologie. À New Delhi en Inde, elle a étudié le bengali. Après avoir épousé Radivoje Petković, un diplomate, elle a vécu au Caire, à Washington, à Accra, à New Delhi, et à partir de 2004 elle réside à Belgrade. Elle a écrit plus de 70 livres. Son livre Brdo Iznad Oblaka (Une colline surplombant les nuages) est considéré comme étant l'un des meilleurs romans croates. Vesna Krmpotić est intéressée par la religion et la philosophie orientale, étant particulièrement influencée par l'enseignement de Sathya Sai Baba.
Vesna Krmpotić a remporté de nombreux prix littéraires croates dont le prix Vladimir Nazor en 1999 et le prix Tin Ujević en 2013.